# Токо кенійський
Токо кенійський (Tockus jacksoni) — вид птахів родини птахів-носорогів (Bucerotidae). Інколи розглядається як підвид токо чорнокрилого (Tockus deckeni).

## Поширення
Вид поширений у Східній Африці: в Кенії, Південному Судані та Уганді. Живе в скелястих, посушливих областях.

## Опис
Тіло завдовжки 43-51 см. Груди білі, крила чорні з білими плямами, що відрізняє цей вид від токо чорнокрилого. У самця яскраво-червоний дзьоб, на кінці — кольору слонової кістки. Дзьоб самиці чорного кольору.